# Chim sâu bình nguyên
Chim sâu bình nguyên (danh pháp hai phần: Dicaeum minullum) là một loài chim trong họ Chim sâu. Nó được tìm thấy ở dãy Himalaya miền Trung, xuyên qua phía Tây Indonesia đến Đài Loan.
Môi trường sống tự nhiên của nó là rừng đất thấp ẩm cận nhiệt đới hoặc nhiệt đới.